# Викрадена 3
«Викрадена 3» також відомий українською як «Заручниця 3» (англ. Taken 3, стилізовано як англ. TAK3N) — англомовний французький бойовик режисера Олів'є Мегатона, що вийшов 2014 року. У головних ролях Ліам Нісон, Форест Вітакер, Меґґі Ґрейс. Стрічка є останньою частиною трилогії «Викрадена».
Вперше фільм продемонстрували 16 грудня 2014 року у Німеччині. В Україні у кінопрокаті показ фільму розпочався 22 січня 2015 року.

## Сюжет
Колишній агент Браян Міллс навідується до своєї вагітної доньки Кім, а згодом зустрічається у своїй квартирі із колишньою дружиною Леонорою. Там вона розказує про її проблеми з теперішнім чоловіком. Наступного дня Браян отримує повідомлення від Леонори, в якому вона запрошувала його до себе. Прийшовши, він знаходить її тіло. Тепер Браян намагається знайти вбивць своєї колишньої дружини.

## Творці фільму

### Знімальна група
Кінорежисер — Олів'є Мегатон, сценаристами були Люк Бессон і Роберт Марк Камен, кінопродюсером — Люк Бессон, виконавчий продюсер — Фернандо-де-Вікторія Лецеа. Композитор: Натаніель Мешалі, кінооператор — Ерік Кресс, кіномонтаж: Одрі Сімоно і Ніколя Трембасевіч. Художник-постановник: Себастьєн Ініцан, артдиректор: Ненсі Робертс, художник по костюмах — Олів'є Беріо.

### У ролях
| Актор          | Персонаж                               | Роль                   |
| -------------- | -------------------------------------- | ---------------------- |
| Ліам Нісон     | Браян Міллс англ. Bryan Mills          | колишній таємний агент |
| Форест Вітакер | Френк Доцлер англ. Frank Dotzler       | інспектор поліції      |
| Меґґі Ґрейс    | Кім Міллс англ. Kim Mills              | донька Браяна          |
| Фамке Янссен   | Леонора Міллс англ. Lenore Mills       | колишня дружина Браяна |
| Даґрей Скотт   | Стюарт Сент Джон англ. Stuart St. John | чоловік Леонори        |

## Сприйняття

### Критика
Фільм отримав переважно негативні відгуки: Rotten Tomatoes дав оцінку 9 % на основі 97 відгуків від критиків (середня оцінка 3,4/10) і 46 % від глядачів зі середньою оцінкою 3,1/5 (66 591 голос). Загалом на сайті фільми має негативний рейтинг, фільму зарахований «гнилий помідор» від кінокритиків і «розсипаний попкорн» від глядачів, Internet Movie Database — 6,1/10 (101 817 голосів), Metacritic — 26/100 (30 відгуків критиків) і 4,6/10 від глядачів (235 голосів). Загалом на цьому ресурсі від критиків фільм отримав негативні відгуки, а від глядачів — змішані.

### Касові збори
Під час показу в Україні, що розпочався 22 січня 2015 року, протягом першого тижня фільм показали у 69 кінотеатрах і він зібрав 88 355 $, що на той час дозволило йому зайняти 3 місце серед усіх прем'єр. Показ в Україні протривав 4 тижні і закінчився 15 лютого 2015 року, фільм за цей час зібрав 172 132 $.
Під час показу у США, що розпочався 9 січня 2015 року, протягом першого тижня фільм показали у 3 594 кінотеатрах і він зібрав 39 201 657 $, що на той час дозволило йому зайняти 1 місце серед усіх прем'єр. Показ фільму тривав 126 дні (18 тижнів) і завершився 14 травня 2015 року, зібравши за цей час у прокаті у США 89 256 424 доларів США, а у решті світу 236 515 000 $ (за іншими даними 238 400 000 $), тобто загалом 325 771 424  доларів США (за іншими даними 327 656 424 $) при бюджеті 48 млн доларів США.

### Нагороди і номінації
| Нагороди і номінації фільму «Викрадена 3» | Нагороди і номінації фільму «Викрадена 3» | Нагороди і номінації фільму «Викрадена 3» | Нагороди і номінації фільму «Викрадена 3» | Нагороди і номінації фільму «Викрадена 3» |
| Рік                                       | Нагорода                                  | Категорія                                 | Номінант                                  | Результат                                 |
| ----------------------------------------- | ----------------------------------------- | ----------------------------------------- | ----------------------------------------- | ----------------------------------------- |
| 2015                                      | Teen Choice Awards                        | Вибір акторки фільму: бойовик             | Меґґі Ґрейс                               | Номінація                                 |

### Виноски
1. 1 2  Taken 3: Release Info (англ.). Internet Movie Database. Архів оригіналу за 6 квітня 2015. Процитовано 11 серпня 2015.
2. 1 2  Заручниця 3. Kino-teatr.ua. Архів оригіналу за 20 січня 2015. Процитовано 11 серпня 2015.
3. 1 2 3 4 5 6  Taken 3 (англ.). Box Office Mojo. Архів оригіналу за 27 липня 2015. Процитовано 11 серпня 2015.
4. 1 2 3 4 5  Taken 3 (англ.). The Numbers. Архів оригіналу за 16 серпня 2015. Процитовано 11 серпня 2015.
5. 1 2  Taken 3 (англ.). Internet Movie Database. Архів оригіналу за 10 серпня 2015. Процитовано 11 серпня 2015.
6. ↑  Taken 3 (англ.). Allmovie. Архів оригіналу за 4 листопада 2015. Процитовано 11 серпня 2015.
7. ↑  Taken 3: Full Cast & Crew (англ.). Internet Movie Database. Архів оригіналу за 30 травня 2015. Процитовано 11 серпня 2015.
8. ↑  Taken 3 (англ.). Rotten Tomatoes. Архів оригіналу за 29 листопада 2017. Процитовано 11 серпня 2015.
9. ↑  Taken 3 (англ.). Metacritic. Архів оригіналу за 9 листопада 2017. Процитовано 11 серпня 2015.
10. ↑  Taken 3 — Ukraine Weekend Box Office (англ.). Box Office Mojo. Архів оригіналу за 11 вересня 2015. Процитовано 11 серпня 2015.
11. ↑  Taken 3: Awards (англ.). Internet Movie Database. Процитовано 11 серпня 2015.